# كيتون هينسون
كيتون هينسون (بالإنجليزية: Keaton Henson)‏ هو موسيقي ومغن مؤلف وملحن ورسام توضيحي ورسام وشاعر بريطاني، ولد في 24 مارس 1988 في لندن في المملكة المتحدة.

## وصلات خارجية
- الموقع الرسمي
- كيتون هينسون على موقع ميوزك برينز (الإنجليزية)
- كيتون هينسون على موقع ديسكوغز (الإنجليزية)